# Triplophyllum principis
Triplophyllum principis är en ormbunkeart som beskrevs av Holtt. Triplophyllum principis ingår i släktet Triplophyllum och familjen Tectariaceae. Inga underarter finns listade.